# Pathum Thani
Pathum Thani (tiếng Anh: Pathum Thani, tiếng Thái: ปทุมธานี, phát âm [pā.tʰūm tʰāːnīː]) là một thị xã (thesaban mueang) ở miền trung Thái Lan, trực tiếp về phía bắc Băng Cốc. Đây là thủ phủ của tỉnh Pathum Thani, Thái Lan cũng như huyện Mueang Pathum Thani. Tính đến năm 2005, nó có dân số 18.320, bao gồm toàn bộ tiểu khu (tambon) Bang Parok.
Pathum Thani đã tổ chức Liên hoan Khoa học Trẻ APEC lần thứ 4 vào năm 2011.